# Clara Samuel
Clara Samuel (* 1878 in Bonn; † 1962 in Dortmund) war eine deutsche Sozialarbeiterin.

## Leben
Ab 1905 war Clara Samuel in der Frauenbewegung tätig. Sie gründete während des Ersten Weltkriegs den örtlichen Zweig des Nationalen Frauendiensts und war Gründerin der Elberfelder Ortsgruppe des Jüdischen Frauenbunds, zu dessen Vorstand sie gehörte. 1926 gründete sie die Zentrale für Jüdische Pflegestellen und Adoptionsvermittlung in Elberfeld (heute Wuppertal), die jüdische Kinder zur Adoption ins Ausland vermittelte. Sie wanderte 1939 nach England aus, wohin ihr Sohn, der Germanist Richard Herbert Samuel, bereits 1934 emigriert war. 1945 zog sie nach Palästina. 1947 kehrte sie nach Deutschland zurück. Sie war verheiratet mit dem Tabakwarenhändler Ernst Samuel (1871–1932).

## Zentrale für Jüdische Pflegestellen und Adoptionsvermittlung
Die von ihr gegründete und geleitete Zentrale für Jüdische Pflegestellen und Adoptionsvermittlung (kurz: Elberfelder Zentrale) hatte das Anliegen, uneheliche Kinder dem Judentum zu erhalten und ihnen dementsprechend eine jüdische Erziehung zuteilwerden zu lassen. Nach 1933 engagierte sich Clara Samuel auch für die Auswanderung jüdischer Kinder nach Palästina und in andere Länder.